# Фейиса Лилеса
Фейиса Лилеса (род. 1 февраля 1990 года) — эфиопский бегун на длинные дистанции, который специализируется в марафоне. Серебряный призёр Олимпийских игр 2016 года в марафоне, бронзовый призёр чемпионата мира 2011 года в марафоне, чемпион мира по кроссу 2013 года в командном первенстве, серебряный призёр в командном первенстве на чемпионатах мира по кроссу в 2011 и 2009 годах. Победитель Сямыньского марафона 2010 года с результатом 2:08:47. Серебряный призёр Чикагского марафона 2012 года с личным рекордом — 2:04.52.
Личный рекорд в полумарафоне — 59.22.
21 апреля 2013 года занял 4-е место на Лондонском марафоне, где на финишной прямой в результате спринтерского ускорения он на 1 секунду опередил Уилсона Кипсанга и финишировал с результатом 2:07.46. 13 апреля 2014 года выступил на Лондонском марафоне. Первую половину дистанции он преодолел в основной группе лидеров, однако затем начал отставать и финишировал на 9-м месте с результатом 2:08.26.

## Личная жизнь
Родился в семье фермера в деревне Туллу Бултума, примерно в 100 километрах от Аддис-Абебы. Во время учёбы в школе начал заниматься спортивной гимнастикой, но потом перешёл на лёгкую атлетику. 